# Campeonato de España de selecciones autonómicas de fútbol
El Campeonato de España de selecciones autonómicas de fútbol es una competición de carácter amateur disputado entre las diferentes selecciones de fútbol regionales de aficionados desde 2002 bajo el amparo de la Real Federación Española de Fútbol (RFEF). Cada uno de los equipos compite en representación de su comunidad autónoma, siendo un total de diecinueve participantes.
El campeonato consta de diferentes categorías según la edad de los contendientes, dividiéndose así en juvenil (sub-18), cadete (sub-16) y alevín (sub-12), tanto en modalidad masculina como femenina. La primera en ver la luz fue la benajamina de las tres, nacida en 1991, mientras que la más actual es la sub-16 disputada desde 2008-09, seis años después que la sub-18.
Los actuales campeones masculinos de la competición son la selección madrileña en la categoría sub-18, y la selección catalana en la categoría sub-16 y sub-12, mientras que en los femeninos son la selección andaluza en la categoría sub-18, mientras que la selección madrileña hizo doblete en la categorías sub-16 y sub-12.

## Historia
El primero de los campeonatos de selecciones autonómicas surgió en la temporada 1991-92 cuando la Real Federación Española de Fútbol (RFEF) puso en marcha el primer campeonato de la categoría sub-12 o alevín masculina. En sus inicios, dicha categoría fue la única en funcionamiento hasta que en el año 2002 surge la categoría femenina, a la que se unieron en los años sucesivos los correspondientes a las selecciones sub-18 y sub-16. En categoría femenina, hasta el año ¿2000?, se disputaron campeonatos con edad senior y justo en ese año pasó a ser sub-25, que convivió con sub-18 hasta la existencia de sub-16, pasando a ser un Campeonato estrictamente de fútbol base.
La categoría sub-12 es disputada bajo el formato de fútbol-8 a diferencia que sus superiores que son disputadas bajo el fútbol-11 tradicional.

## Historial

### Historial sub-18
La primera edición fue conquistada por la ¿? en categoría masculina y por la ¿? en femenina, mientras que la ¿? y la ¿? son los equipos más laureados con ¿? y ¿? títulos respectivamente en su correspondiente categoría.
| Edición | Año  | Campeón       |                                    | Resultado |                                | Subcampeón      | Notas           | Ref.   |
| ------- | ---- | ------------- | ---------------------------------- | --------- | ------------------------------ | --------------- | --------------- | ------ |
| I       | 2003 |               | Bandera de ?                       |           | Bandera de ?                   |                 |                 |        |
| II      | 2004 |               | Bandera de ?                       |           | Bandera de ?                   |                 |                 |        |
| III     | 2005 |               | Bandera de ?                       |           | Bandera de ?                   |                 |                 |        |
| IV      | 2006 |               | Bandera de ?                       |           | Bandera de ?                   |                 |                 |        |
| V       | 2007 |               | Bandera de ?                       |           | Bandera de ?                   |                 |                 |        |
| VI      | 2008 |               | Bandera de ?                       |           | Bandera de ?                   |                 |                 |        |
| VII     | 2009 | Asturias      | Bandera de Asturias                | 0-0       | Bandera de Castilla y León     | Castilla y León | 4-3 (penaltis). | [ 8 ]  |
| VIII    | 2010 | Cataluña      | Bandera de Cataluña                | 3-1       | Bandera de la Región de Murcia | Murcia          |                 | [ 9 ]  |
| IX      | 2011 | País Vasco    | Bandera del País Vasco             | 1-0       | Bandera de Castilla y León     | Castilla y León |                 | [ 10 ] |
| X       | 2012 | C. Valenciana | Bandera de la Comunidad Valenciana | 1-1       | Bandera de Galicia             | Galicia         | 4-2 (penaltis). | [ 11 ] |
| XI      | 2013 | C. Madrid     | Bandera de la Comunidad de Madrid  | 2-0       | Bandera de las Islas Baleares  | Islas Baleares  |                 | [ 12 ] |
|         |      |               |                                    |           |                                |                 |                 |        |

| Edición | Año  | Campeón       |                                    | Resultado |                                    | Subcampeón    | Notas           | Ref.   |
| ------- | ---- | ------------- | ---------------------------------- | --------- | ---------------------------------- | ------------- | --------------- | ------ |
| I       | 2006 |               | Bandera de ?                       |           | Bandera de ?                       |               |                 |        |
| II      | 2007 | Madrid        | Bandera de la Comunidad de Madrid  | 6-1       | Bandera de Asturias                | Asturias      |                 | [ 13 ] |
| III     | 2008 |               | Bandera de ?                       |           | Bandera de ?                       |               |                 |        |
| IV      | 2009 | Canarias      | Bandera de Canarias                | 2-1       | Bandera de la Comunidad Valenciana | C. Valenciana |                 | [ 14 ] |
| V       | 2010 | C. Madrid     | Bandera de la Comunidad de Madrid  | 3-1       | Bandera de la Comunidad Valenciana | C. Valenciana |                 | [ 15 ] |
| VI      | 2011 | C. Valenciana | Bandera de la Comunidad Valenciana | 0-0       | Bandera de la Comunidad de Madrid  | C. Madrid     | 3-2 (penaltis). | [ 16 ] |
| VII     | 2012 | C. Valenciana | Bandera de la Comunidad Valenciana | 1-1       | Bandera de la Comunidad de Madrid  | C. Madrid     | 4-2 (penaltis). | [ 17 ] |
| VIII    | 2013 | Andalucía     | Bandera de Andalucía               | 1-0       | Bandera del País Vasco             | País Vasco    |                 | [ 18 ] |
|         |      |               |                                    |           |                                    |               |                 |        |

### Historial sub-16
| Edición | Año | Campeón |  | Resultado |  | Subcampeón | Notas | Ref. |
| ------- | --- | ------- |  | --------- |  | ---------- | ----- | ---- |
|         |     |         |  |           |  |            |       |      |

| Edición | Año | Campeón |  | Resultado |  | Subcampeón | Notas | Ref. |
| ------- | --- | ------- |  | --------- |  | ---------- | ----- | ---- |
|         |     |         |  |           |  |            |       |      |

### Historial sub-12
| Edición | Año  | Campeón       |                                    | Resultado |                                   | Subcampeón      | Notas          | Ref.   |
| ------- | ---- | ------------- | ---------------------------------- | --------- | --------------------------------- | --------------- | -------------- | ------ |
| XX      | 2011 | C. Valenciana | Bandera de la Comunidad Valenciana | 0-0       | Bandera de la Comunidad de Madrid | C. Madrid       | ?-? (penaltis) | [ 19 ] |
| XXI     | 2012 | C. Madrid     | Bandera de la Comunidad de Madrid  | 2-1       | Bandera de Castilla y León        | Castilla y León |                | [ 20 ] |
| XXII    | 2013 | Cataluña      | Bandera de Cataluña                | 3-2       | Bandera de Andalucía              | Andalucía       |                | [ 21 ] |
|         |      |               |                                    |           |                                   |                 |                |        |

| Edición | Año  | Campeón   |                                   | Resultado |                        | Subcampeón  | Notas          | Ref.   |
| ------- | ---- | --------- | --------------------------------- | --------- | ---------------------- | ----------- | -------------- | ------ |
| XI      | 2012 | Navarra   | Bandera de Navarra                | 1-0       | Bandera de Cataluña    | Cataluña    |                | [ 22 ] |
| XII     | 2013 | C. Madrid | Bandera de la Comunidad de Madrid | 3-3       | Bandera de Extremadura | Extremadura | 3-1 (penaltis) | [ 21 ] |
|         |      |           |                                   |           |                        |             |                |        |